# Alma Cortés
Alma Delia Cortés (* 26. Dezember 1997 in Tultitlán de Mariano Escobedo) ist eine mexikanische Leichtathletin, die im Mittel- und Langstreckenlauf an den Start geht.

## Sportliche Laufbahn
Erste internationale Erfahrungen sammelte Alma Cortés im Jahr 2019, als sie bei den U23-NACAC-Meisterschaften in Santiago de Querétaro in 4:28,37 min die Goldmedaille im 1500-Meter-Lauf gewann und über 800 Meter in 2:12,77 min den vierten Platz belegte. Anschließend startete sie über 1500 Meter bei den Panamerikanischen Spielen in Lima und gelangte dort mit 4:22,29 min auf Rang neun. 2022 klassierte sie sich bei den Hallenweltmeisterschaften in Belgrad mit 4:13,71 min auf dem zwölften Platz und im Juli schied sie bei den Weltmeisterschaften in Eugene mit 4:13,92 min in der Vorrunde aus. Im Jahr darauf belegte sie bei den Zentralamerika- und Karibikspielen (CAC) in San Salvador in 4:15,19 min den vierten Platz über 1500 Meter und gewann in 15:59,21 min die Bronzemedaille im 5000-Meter-Lauf hinter der Venezolanerin Joselyn Brea und ihrer Landsfrau Laura Galván. Anschließend schied sie bei den Weltmeisterschaften in Budapest mit 4:06,03 min in der ersten Runde über 1500 Meter aus. Im November belegte sie bei den Panamerikanischen Spielen in Santiago de Chile in 4:14,44 min den vierten Platz über 1500 Meter. 2024 siegte sie in 9:09,52 min über 3000 Meter bei den Ibero-Amerikanischen Meisterschaften in Cuiabá und sicherte sich über 1500 Meter in 4:12,36 min die Bronzemedaille hinter der Uruguayerin María Pía Fernández und Anita Poma aus Peru. Im August schied sie bei den Olympischen Sommerspielen in Paris mit 15:45,33 min im Vorlauf über 5000 Meter aus.
In den Jahren 2022 und 2023 wurde Cortés mexikanische Meisterin im 1500-Meter-Lauf sowie 2024 über 5000 Meter.

## Persönliche Bestleistungen
- 800 Meter: 2:07,11 min, 16. Februar 2020 in Monterrey
- 1500 Meter: 4:06,03 min, 19. August 2023 in Budapest
  - 1500 Meter (Halle): 4:09,58 min, 11. Februar 2022 in Boston (mexikanischer Rekord)
- Meile: 4:41,10 min, 22. Oktober 2021 in Tijuana
  - Meile (Halle): 4:27,09 min, 11. Februar 2022 in Boston (mexikanischer Rekord)
- 3000 Meter: 8:58,37 min, 22. Juni 2024 in Loughborough
- 5000 Meter: 15:18,48 min, 15. Juni 2024 in Burnaby